# Perigonia doto
Perigonia doto är en fjärilsart som beskrevs av Ludwig Wilhelm Schaufuss 1870. Perigonia doto ingår i släktet Perigonia och familjen svärmare. Inga underarter finns listade i Catalogue of Life.